# Pelecotoma
Pelecotoma är ett släkte av skalbaggar som beskrevs av Fischer von Waldheim 1809. Pelecotoma ingår i familjen kamhornsbaggar.
Släktet innehåller bara arten Pelecotoma fennica.